# Physocleora
Physocleora is een geslacht van vlinders uit de familie van de spanners (Geometridae). De wetenschappelijke naam van het geslacht is voor het eerst geldig gepubliceerd in 1897 door William Warren.
Warren gaf als typesoort aan Physocleora punctilla Schaus maar dat was toen een nomen nudum (de naam Physocleora punctilla werd pas in 1898 geldig gepubliceerd). Als geldige typesoort is nadien Physocleora pauper aangeduid, die Warren als nieuwe soort in zijn publicatie beschreef; de soort was in Suriname en Brits-Guyana verzameld.

## Soorten
- P. albibrunnea Warren, 1906
- P. albiplaga Warren, 1907
- P. bella Warren, 1907
- P. bicolor Warren, 1907
- P. conspersa Warren, 1907
- P. cretaria Warren, 1906
- P. dardusa Schaus, 1901
- P. enana Dognin, 1895
- P. ferruginata Warren, 1907
- P. flaviplaga Warren, 1907
- P. flexilinea Warren, 1907
- P. fulgurata Warren, 1906
- P. fuscicosta Warren, 1906
- P. grisescens Warren, 1907
- P. inangulata Dognin, 1916
- P. marcia Schaus, 1927
- P. minuta Warren, 1897
- P. nigrescens Prout, 1910
- P. nivea Dognin, 1900
- P. nubilata Warren, 1906
- P. obscura Schaus, 1898
- P. pauper Warren, 1897
- P. pulverata Warren, 1907
- P. punctilla Schaus, 1898
- P. pygmaeata Warren, 1907
- P. rectivecta Warren, 1906
- P. santiosa Schaus, 1927
- P. scutigera Warren, 1906
- P. semirufa Dognin, 1912
- P. strigatimargo Dognin, 1916
- P. subochrea Warren, 1902
- P. suffusca Warren, 1906
- P. taeniata Warren, 1907
- P. tascaria Schaus, 1898
- P. tiburtia Stoll, 1781
- P. venirufata Warren, 1906